# Вајтинг (Ајова)
Вајтинг (енгл. Whiting) град је у америчкој савезној држави Ајова. По попису становништва из 2010. у њему је живело 762 становника.

## Демографија
Према попису становништва из 2010. у граду је живело 762 становника, што је 55 (7,8%) становника више него 2000. године.
| Група             | 2000.       | 2010.       |
| Белци             | 685 (96,9%) | 730 (95,8%) |
| Афроамериканци    | 0 (0,0%)    | 1 (0,1%)    |
| Азијати           | 0 (0,0%)    | 1 (0,1%)    |
| Хиспаноамериканци | 11 (1,6%)   | 15 (2,0%)   |
| Укупно            | 707         | 762         |